# Sistema taungya
Un sistema taungya es un sistema agroforestal en el que agricultores sin tierra plantan cultivos entre plantones de árboles y siguen plantando bajo de los árboles creciendos hasta que los árboles o su follaje quedan demasiado espesos para la agricultura y es entonces removida  a un nuevo terreno que se desea reforestar.

## Historia
El sistema taungya se originó en Asia en el siglo XIX.Win y Kumazaki (1998) indican que a partir del sistema tradicional de agricultura de roza y tumba llamado "Taungya" en las montañas del sudeste asiático, en 1869 en la división forestal de Tharrawaddy, Myanmar, el botánico alemán Dietrich Brandis propuso aprovechar los claros o "Taungya" para plantar teca (Tectona grandis). El sistema funcionó entre 1869 y 1906, pero supervisar las plantaciones dispersas que se produjeron se convirtió en una tarea muy difícil, y el uso del sistema declinó. El sistema tuvo un segundo auge entre los años 1918 y 1930. Su uso terminó debido a la revolución campesina. Entre 1948 y 1980 se impulsó de nuevo el sistema, pero la inestabilidad social y política de ese tiempo no permitió establecer muchas plantaciones (Win y Kumazaki, 1998).

## Desarrollo
A partir de las experiencias en Myanmar, el sistema taungya se ha empleado en otros lugares. El sistema se introdujo a Sud África en 1887. En 1890 se introdujo en India, y se extendió en 1896 a Bengala del Norte y a la zona montañosa del noreste de la India. También se extendió a Tamil Nadu, Andhra Pradesh, Orissa y Karnataka, en donde se le conoce como «kumri». Actualmente se practica en los estados de Kerala, Bengala Occidental y Uttar Pradesh.